# Tim Bückner
Tim Bückner (* 20. Oktober 1983 in Schwäbisch Gmünd) ist ein deutscher Politiker (CDU). Seit 2021 ist er Abgeordneter im Landtag von Baden-Württemberg.

## Leben
Bückner wuchs in Schwäbisch Gmünd auf und besuchte dort die Grundschulen Uhlandschule und Hardt. Anschließend machte er am Scheffold-Gymnasium sein Abitur und leistete seinen Zivildienst am Stauferklinikum in Mutlangen ab. Daraufhin studierte er zunächst zwei Semester Geschichtswissenschaft an der Universität Stuttgart und schloss dann ein Studium der Rechtswissenschaft an der Fernuniversität in Hagen mit dem Bachelor und Master ab.
Bis zu seiner Wahl in den Landtag war Bückner Geschäftsführer des CDU-Kreisverbandes Ostalb. Seit 2022 ist er als Nachfolger von Roderich Kiesewetter Vorsitzender des Kreisverbandes. Bei der Landtagswahl 2021 wurde er über ein Zweitmandat im Wahlkreis Schwäbisch Gmünd in den Landtag gewählt.

## Privates
Bückner ist verheiratet und wohnt in Untergröningen.